# Otto-Hermann Brücker
Otto-Hermann Brücker (17 de outubro de 1899 - 12 de dezembro de 1964) foi um oficial alemão que serviu durante a Segunda Guerra Mundial. Foi condecorado com a Cruz de Cavaleiro da Cruz de Ferro.

## Carreira

### Patentes
Generalmajor

### Condecorações
| Cruz de Ferro 2ª Classe                                |
| Cruz de Ferro 1ª Classe                                |
| Cruz de Cavaleiro da Cruz de Ferro 14 de abril de 1945 |